# Bangsia aureocincta
Bangsia aureocincta е вид птица от семейство Тангарови (Thraupidae). Видът е застрашен от изчезване.

## Разпространение
Видът е разпространен в Колумбия.